# Mārtiņš Pļaviņš
Mārtiņš Pļaviņš (Riga, 8 de maio de 1985) é um jogador de voleibol de praia da Letônia.
Ele juntou-se com Aleksandrs Samoilovs em 2004. Pļaviņš e o seu companheiro de time Samoilovs representaram a Letônia nos Jogos Olímpicos de 2008 em Pequim, China e após o fim da competição, pararam de jogar juntos. A equipe letã, ranqueada como 21ª, conseguiu uma virada importante na fase preliminar; derrotando a dupla americana número 1, formada por Todd Rogers e Phil Dalhausser. Os letões classificaram-se na primeira posição na fase de grupos e nas oitavas de final perderam para os austríacos Florian Gosch e Alexander Horst. Sucedendo as Olimpíadas de 2008, ele iniciou uma parceria com o jogador Jānis Šmēdiņš.

## Títulos e resultados
- Future de El Alamein do Circuito Mundial de Vôlei de Praia de 2023